# Мордовські мови
Мордовські мови — входять до складу фіно-волзької групи фіно-угорської гілки уральської мовної сім'ї. Мордовська група складається з двох мов — мокшанської та ерзянської. Мордовські мови поширені в Росії на території Мордовії, Чувашії, Татарстану та Башкортостану, а також у Нижегородській, Оренбурзькій, Пензенській, Рязанській, Самарській, Саратовській, Тамбовській та Ульяновській областях. Мокшанська та ерзянська є офіційними мовами Республіки Мордовія, нарівні з російською. Судячи з повідомлення князя Курбського про те, що у мещери «мордовська» мова, і з топонімів, мещерська мова також належала до мордовських мов.

## Історія
Поділ фіно-волзької спільноти на мордовську та марійську гілки, на думку угорського мовознавця-ураліста Петера Гайду, відбулося у I тис. до н. е. Таким чином виділилася етнічна спільнота, носіями якої стали предки мокші та ерзі, а також інших мордовських племен. Утворилась загальномордовська чи прамордовська мова.
Приблизно у VIII — IX століттях загальномордовська мовна єдність почала розпадатися, утворилися діалектні підрозділи, які з часом виробили специфічні особливості на рівнях фонетики, морфології та лексики і стали самостійними мовами.
Першим лексикографічним джерелом мордовського народу є робота голландського вченого Ніколаса Вітсена «Північна та Східна Тартарія» 1692 року, де спеціальний розділ присвячений опису життя мордви та особливостям мордовських мов. У розділу подається перелік мордовських назв з 325 голландсько-мордовських відповідностей.
Мордовський словник, виданий Вітсеном наприкінці XVII ст., відкриває першу сторінку мордовської філології та, особливо, лексикографії.

## Єдина мордовська мова
Ідея об'єднання ерзянської та мокшанської мов в єдину, так звану «мордовську мову», виникла невдовзі після Жовтневого перевороту в Росії. Ця ідея з'явилась в середовищі редакторів та публіцистів більшовицької періодичної преси ерзянською та мокшанською мовами. Такими виданнями були «Чинь стямо» (ерз. «Світанок») — Ульяновськ, 1920 р.; «Якстере теште» (ерз. «Червона зірка») — Москва, 1921 р.; «Якстере сокиця» (ерз. «Червоний рільник») — Саратов, 1921 р.; «Од веле» (ерз. «Нове село») — Пенза, 1924 р. Однак, ця ідея не знайшла підтримки ані серед ерзянської, ані серед мокшанської інтелігенції. Ідею було реанімовано у 1930-х роках під час активного обговорення конкретних особливостей орфографії, морфології, витворення новітньої термінології та використання основ алфавіту (на латинській або кирилічній графіці) як ерзянської так і мокшанської мов. Однак, і на цей раз мовознавці не сприйняли ідею створення єдиної мордовської мови серйозно.
У 1955 р. філолог М. Коляденков виступив із доповіддю у якій обґрунтував існування у далекому минулому єдиної спільної основи для ерзянської та мокшанської мов і запропонував вивчати цю основу як окрему мову — мордовську, якою, щоправда, вже ніхто не говорив. Проте, і ця ідея виявилась маргінальною. Ерзя та мокша не виявили жодного інтересу до переходу на мордовську мову, адже не існувало ні граматики, ні літературного корпусу цієї мови. До ідеї повернулись лише в середині 1990-х років, однак, так і не змогли втілити у життя. Над проєктом створення єдиної мордовської мови тривалий час працюють мордовський чиновник Олександр Лузгін та мовознавець Михайло Мосін.
Професор Мордовського державного університету ім. М. Огарьова Володимир Абрамов вважає, що єдина мордовська мова існувала до середини І тисячоліття.
Робота зі створення єдиної мордовської мови зазнає гострої критики від ерзянської інтелігенції, яка стверджує, що об'єднання двох окремих націй (ерзі та мокші) в єдину націю, як і об'єднання двох окремих мов в єдину мордовську — це інструмент русифікації обох народів. У 2009 р. ерзянські активісти заявили про насадження ідеї утворення єдиної мордовської мови директивними методами в Мордовському державному університеті ім. М. Огарьова.

## Порівняння лексики мокшанської і ерзянської мов[8][9]
Мокшанська мова, як і ерзянська, значно спорідненіша з марійською мовою та балтсько-фінськими мовами, ніж з іншими фіно-угорськими мовами.
| українська | ерзянська | мокшанська |
| ---------- | --------- | ---------- |
| мати       | авай      | тядяй      |
| батько     | тетяй     | аляй       |
| горох      | кснав     | снав       |
| просо      | суро      | сура       |
| коноплі    | кансть    | каньф      |
| льон       | лияназ    | иляназ     |
| полба      | виш       | виш        |
| борона     | инзамо    | инзама     |
| вила       | сянго     | сянга      |
| тік        | тинге     | тинголанга |
| ціп        | пивсэме   | тяляма     |
| лопата     | койме     | кайме      |
| решето     | сувтеме   | сифтема    |
| корова     | скал      | тракс      |
| кінь       | лишме     | алаша      |
| вівця      | реве      | уча        |
| свиня      | туво      | тува       |

## Писемність
Писемність у мокшанської та ерзянської мов виникла в другій половині XVIII століття на основі кирилиці. Сучасні алфавіти цих мов повністю збігаються з російським алфавітом.

Поширення мордовських мов (ерзянської та мокшанської) на території Російської імперії за даними переписів 1897.

## Кількість носіїв
Народи, що розмовляють на мордовських мовах — ерзя, мокша, шокша, терюхани та каратаї, часто об'єднуються під однією загальною назвою — мордва. Звідси походить помилкова думка, що мордва говорить на єдиній мордовській мові. Через це буває складно оцінити кількість людей, що володіють ерзянською та мокшанською мовами, бо при опитуваннях обидві мови враховуються просто як мордовська.
Згідно результатів перепису населення 2002 року в Росії 614 260 осіб вказали, що володіють «мордовською, мокша-мордовською, ерзя-мордовською» мовами. 843 350 осіб вказали національну приналежність — мордва, в тому числі 49 624 людини вказали національність мокша, 84 407 — ерзя.
Згідно результатів перепису населення 2010 року в Росії 392 941 осіб вказали, що володіють «мордовською» мовою, 36 726 осіб вказали, що володіють «ерзя-мордовською» мовою, 2025 осіб вказали, що володіють «мокша-мордовською» мовою. 744 237 осіб вказали національну приналежність — мордва, в тому числі 4767 осіб вказали національність мокша, 57 008 — ерзя.
За даними Ethnologue, число носіїв мокшанської мови — 296 904 особи, ерзянської — 517 575 осіб в світі, в тому числі 440 000 в Росії. За даними Joshuaproject, число носіїв мокшанської мови в світі — 294 000 чоловік, ерзянської — 416 000 в Росії (в світі ерзян — 469 000).